# Alebroides rayi
Alebroides rayi är en insektsart som beskrevs av Irena Dworakowska 1997. Alebroides rayi ingår i släktet Alebroides och familjen dvärgstritar. Inga underarter finns listade i Catalogue of Life.